# The Tale of a Clock
The Tale of a Clock è un cortometraggio muto del 1913. Il nome del regista non viene riportato nei credit del film che, prodotto dalla Essanay Film Manufacturing Company e distribuito dalla General Film Company, aveva come interpreti Billy Mason, Beverly Bayne, Ruth Hennessy.

## Trama
Il dottor John Smith deve ricevere una grande pendola ma l'orologio viene consegnato per errore nell'ufficio di suo figlio, John junior, che si trova nello stesso stabile. Il figlio, un giovane medico, ha organizzato per quel pomeriggio il proprio matrimonio con Dora Dean, cerimonia che si dovrà svolgere in quello stesso ufficio appena sarà giunto il pastore che dovrà officiare le nozze. Mentre lui e Dora attendono con ansia l'arrivo del religioso, suonano alla porta. Si tratta dei genitori di lei: prima di farli entrare, Dora, per nascondersi, si infila in tutta fretta dentro la grossa pendola. Ma la signora Dean scorge sul tavolo il cappello della figlia e chiede spiegazioni. Mentre John annaspa, alla porta si presentano i facchini che, accortisi dell'errore, sono venuti a riprendersi l'orologio per portarlo all'indirizzo giusto. Così si caricano e portano via l'orologio con dentro la povera Dora che ne spunta fuori, sballottata e sbigottita, quando viene aperto da John senior. Intanto junior è stato fatto arrestare dai signori Dean. Dora, precipitatasi alla stazione di polizia, vi trova il suo innamorato. I genitori finiscono per perdonarli e tutto finisce felicemente.

## Produzione
Il film fu prodotto dalla Essanay Film Manufacturing Company.

## Distribuzione
Distribuito dalla General Film Company, il film - un cortometraggio di una bobina - uscì nelle sale cinematografiche degli Stati Uniti il 20 marzo 1913.